# Lac Chiuta
Le lac Chiuta est un lac peu profond situé à la frontière entre le Malawi et le Mozambique.

## Géographie
Il est au nord du  lac Chilwa et au sud du lac Amaramba, qu'il alimente ; les deux lacs sont séparés par une crête sableuse. Ils se trouvent dans un graben orienté nord-est—sud-ouest, à l'est de la vallée du Grand Rift.
Il fait entre trois et quatre mètres de profondeur et sa superficie varie de 25 à 190 km2 en fonction des saisons et des précipitations. Les lacs Chiuta et Amaramba sont parfois connectés à la rivière Lugenda, laquelle est un affluent de la Ruvuma.
Le lac est susceptible d'être complètement asséché.
Les principales espèces de poissons commercialement exploitables sont l'Oreochromis shiranus (Chambo), le Poisson-chat africain (Mlamba) et le Barbus paludinosus (en) (Matemba) ; 37 espèces ont été recensées.
Les principaux macrophytes aquatiques sont le Potamogeton welwitschii, le Ceratophyllum demersum (« cornifle immergé »), l'Eliocharis dulcis (châtaigne d'eau chinoise), l'Oryza barthii (« riz sauvage d'Afrique »), la Vossia cuspidata…

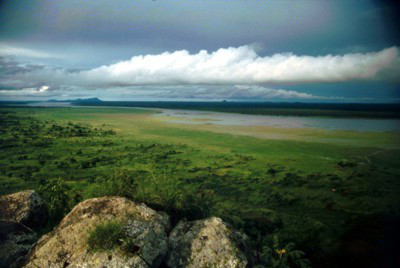
Extrémité nord.
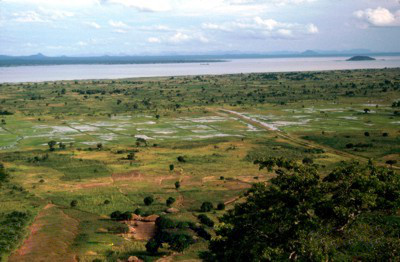
Partie centrale.
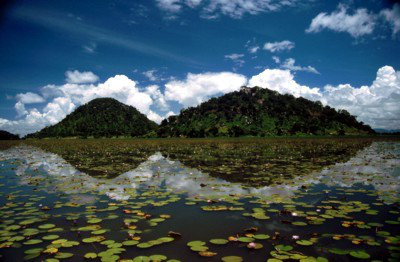
Inselbergs de Nafisi.
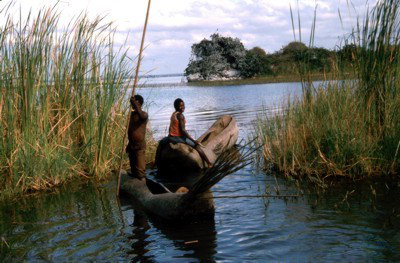
Pêcheurs sur le lac.
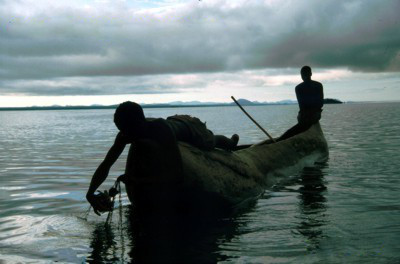
Vérification des filets.
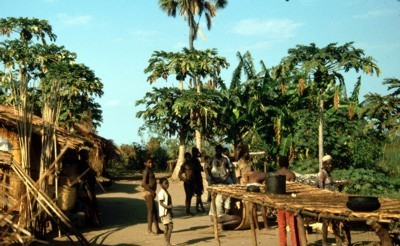
Île sur le lac.